# 三宅榛名
三宅 榛名（みやけ はるな、1942年〈昭和17年〉9月20日 - ）は、作曲家、ピアニスト。

## 略歴
東京出身。アメリカのジュリアード音楽院作曲科を卒業。のちに、フェリス女学院大学音楽学部音楽芸術学科教授。夫は柴田翔。ニューヨークのコンポーザーズ・フォーラムでデビューし、リンカーン・センター内の新ホールのこけら落しに作品を委嘱される。帰国後「ピアノ・ソナタ」を発表する。
自分の面白いと思う音楽を貫徹させる方針を立て、1977年（昭和52年）から1985年（昭和60年）までは自作を中心としたシリーズコンサート「現代音楽は私」を東京の渋谷ジァン・ジァンで毎年2回ずつ行い、現代都市の日常と人々に直接届く音楽を提示した。また、ロッケン・ハウス国際音楽祭、ハイデルベルク現代音楽祭などに招待出演。ピアニスト、即興演奏者としては、ウェイン・ショーター、高橋悠治、山下洋輔など、内外のさまざまなジャンルの音楽家と共演している。
作品に、「憂愁の時――ダブル・コンチェルト」、「プレイ・タイム――ウィンド・オーケストラのための」、「why not,my baby?」、「ミニマム・オーケストラ集」。CDに作品集『空気の音楽』、『ほんの47分の地獄』など。著作に『アイヴスを聴いてごらんよ』『音楽未来通信』など。
現在既成の「現代音楽」に対する疑問、子育て、病気などで対外活動を停止する。目下最新のピアノ録音は、高瀬アキ三宅榛名ピアノデュオの「耳のごちそう」（IMA Shizuoka, IMASZOK02 2005, Recorded Live on Septemvber 25, 2004)である。

## 出演番組
- 世界音楽めぐり（NHK-FM） - パーソナリティー

## 作品
- 弦楽オーケストラの詩曲（E.ベンジャミン賞受賞）
- 6月の6つの声（ニューヨーク、リンカーン・センター委嘱）
- ピアノ・ソナタ第3番（音楽之友社刊）
- クラリネット、ヴァイオリン、チェロ、ピアノのための四重奏（音楽之友社刊）
- ピッコロ、フルート、ギターのための音楽（ドイツ、W.ツィンマーマン社刊）
- 「why not,my baby?」シリーズ
- ピアノ・コンチェルト
- ミニマム・オーケストラ集
- 憂愁の時――ダブル・コンチェルト
- プレイ・タイム――ウィンド・オーケストラのための
- 合唱曲 電話局が漂流する《詩・白石かずこ》
- ポエム・ハーモニカ――ハーモニカとピアノのための
- スノウ・ヴォイス――６人の声とアコーディオン、ピアノのための
- きみは最初の通りを...――４人の打楽器奏者のための

## 楽譜
- 『クラリネット・ヴァイオリン・チェロ・ピアノのための四重奏曲』音楽之友社、1966年
- 『日本のうた（三宅榛名編曲）：成田為三、山田耕筰、本居長世、草川信、滝廉太郎』Casa de la Guitarra、1967年
- 『ピアノ・ソナタ第3番』音楽之友社、1967年
- 『三宅榛名ピアノ小品集』カワイ楽譜、1968年
- 『ピッコロ、フルート、ギターのための音楽』W.ツィンマーマン社刊、1968年
- 『《ギター・ピース》No.1012 SONET for Solo Guitarソネット/三宅榛名』（青柳武彦と共著）ギタルラ社、1969年
- 『ピアノ・コスモス 現代日本ピアノ曲選 1960-69』（18者と共著）クラウンレコード、1969年
- 『日本のうた変奏曲集 「鉄道唱歌」から「赤とんぼ」まで こどものためのピアノ曲集』カワイ出版、1984年
- 『ほんとの初歩のためのピアノ連弾曲集 1 二人で歩こう』カワイ出版、1993年
- 『ほんとの初歩のためのピアノ連弾曲集 2 不思議な歌』カワイ出版、1993年
- 『子どものためのピアノ曲集 日本のうた変奏曲集 「鉄道唱歌」から「赤とんぼ」まで』川口エレン訳、河合楽器製作所・出版事業部、1998年
- 『(973300)ODM263 [現代日本の音楽]クラリネット、ヴァイオリン、チェロとピアノのための四重奏曲/三宅榛名 (オンデマンド)』音楽之友社、2016年
- 『(973310)ODM264 [現代日本の音楽]ピアノソナタ第3番/三宅榛名 (オンデマンド)』音楽之友社、2016年

## ディスコグラフィー選
- 『エクスチェンジ』（山下洋輔と共作）ビクター 1979年
- 『ほんの47分の地獄-三宅榛名・音楽・現在-』（板倉駿夫と共作）カメラータ・トウキョウ 1988年
- 『三宅榛名・ポップバンド/五十億光年の子守歌』（松波恵子、佐藤紀雄、板倉駿夫、崎元譲と共作）ビクターエンタテインメント 1988年
- 『ありがとういのち』（水木陽子、高橋悠治と共作）コレクタ 1990年
- 『三宅榛名-高橋悠治Ⅱ 1980年代作品集』（高橋悠治と共作）ALM RECORDS 1991年
- 『いちめん菜の花』（高橋悠治と共作）ALM RECORDS 1991年
- 『こどものためのピアノ曲集7』EMIミュージック・ジャパン 1991年
- 『Angels Have Passed』（吉沢元治、小杉武久と共作）モダーン・ミュージック 1991年
- 『高橋悠治リアルタイム2 ゾーン・三宅・マセダ』フォンテック、1992年
- 『ハイパー・ビートルズ』（ジョン・レノン、ポール・マッカートニー、ジョージ・ハリスン、高橋アキらと共作）EMIミュージック・ジャパン 1992年
- 『空気の音楽』（高橋悠治、岡田知之と共作）ALM RECORDS 1992年
- 『ハーモニカの芸術』（崎元譲、菅原明朗、美野春樹、宮前知永子、バッハ、パガニーニ、ピルスル、ヴェタム、ステウァーズ、レクオーナ、テリー・ライリーと共作）カメラータ・トウキョウ 1998年
- 『ポエム・ハーモニカ』（ヨハン・ゼバスティアン・バッハ、ヘンデル、イベール、菅原明朗、宮前知永子、ピアソラ、美野春樹、Gerardo Hernán Matos Rodriguez、スティーブン・コリンズ・フォスターと共作[8]）カメラータ・トウキョウ 2002年
- 『赤とんぼの謎』（山田耕筰、ロベルト・シューマンと共作）キングレコード 2004年
- 『耳のごちそう OHRENSCHMAUS』（高瀬アキとの二台ピアノ）（IMA Shizuoka, IMASZOK02 2005, Recorded Live on Septemvber 25, 2004) 2005年[9]
- 『uni-marca』（uni-marcaと共作[10]）Zipangu Label 2006年
- 『ピアノ四重奏のための『結晶』 (1968) 初演他』（竹前聡子、平尾はるな、読売日本交響楽団、山岡重信、松下真一と共作）ナクソス・ジャパン 2011年
- 『ライヴ1989』（富樫雅彦、高橋悠治と共作）スタジオソングス 2015年

## 著書
- 『アイヴスを聴いてごらんよ』筑摩書房、1977年
- 『ムウといじわるねこグヮオ』（柴田翔、石渡万里子と共著）筑摩書房、1979年
- 『ムウと月夜の大えんかい』（柴田翔、石渡万里子と共著）筑摩書房、1980年
- 『地球は音楽のざわめき』青土社、1980年
- 『グヮオのさようなら』（柴田翔、石渡万里子と共著）筑摩書房、1980年
- 『現代日本の音―音楽の手帖』（24者と共著）青土社、1980年
- 『振りむけばダ・ヴィンチ―三宅榛名創作現場目撃インタヴュー集』文藝春秋、1982年
- 『NHK全国学校音楽コンクール「50年のあゆみ」課題曲全集』（89作とともに掲載）音楽之友社、1983年
- 『音楽未来通信』晶文社、1984年
- 『音楽が好きだ! (4) クラシックってなんだろう?』ポプラ社、1994年
- 『作曲家の生活』晶文社、1995年